# 汉娜·贾夫
汉娜，瓜迪亚罗侯爵夫人；（英語： 出生于汉娜·贾兹敏·贾夫·博斯代特；1986 年 11 月 4 日）是一位电视名人、政治家、慈善家、演说家、作家、执行制片人和活动家。 她是第一个加入英国贵族制的墨西哥人。 她的丈夫是第六代瓜迪亚罗侯爵、第十二代托雷诺伯爵的长子弗朗西斯科·德·博尔哈·奎波勋爵。

## 早年生活和教育
汉娜来自蒂华纳，但出生在圣地亚哥。 她是贾夫部落的成员，父系是穆罕默德-帕沙-贾夫（Mohamed Pasha Jaff）的后裔，母系是卡洛斯-亨利-博斯德特（Carlos Henry Bosdet）的后裔。她的母亲出生在墨西哥。
贾夫在圣地亚哥高中毕业后，从国立大学获得心理学文学学士学位，辅修刑事司法和政治学。后来，她又在马萨诸塞州剑桥的哈佛大学完成了国际关系硕士学位。此外，在完成学业期间和之后，她还在巴黎索邦大学、伦敦国王学院和纽约哥伦比亚大学间歇性地学习了延长课程。

## 慈善与行动
贾夫曾在墨西哥的三场TEDx演讲活动中担任演讲者，并在米尔肯研究所和联合国担任讨论嘉宾。
2013 年，她成立了一个非营利组织--贾夫教育基金会（Jaff Foundation for Education），向移民和难民教授英语。该组织致力于举办慈善活动。它发起了支持移民和难民的非歧视运动。截至 2016 年，该组织在墨西哥所有主要州都设有分支机构，有 7000 多名活跃的志愿者为其工作，惠及 12 万多人。为此，贾夫自费出版了四本自学英语的书籍，并设立了奖学金，由基金会捐赠给学生。
2013 年，她在墨西哥举办了首届库尔德节，这是库尔德斯坦以外举办的最大节日。
2017 年，雅夫以 "我们是一个运动"（We Are One Campaign）为品牌推出了一个服装系列，以支持中东地区的战争受害者。
2021 年，雅夫被任命为联合国教科文组织 MGEIP 全球运动的 "仁慈大使"。
2022 年，她担任动画电影的执行制片人： "Águila y Jaguar： Los Guerreros Legendarios "动画电影的执行制片人。

## 政治历史
2013年至2018年期间，贾夫在墨西哥的制度革命党担任了多个全国性的政治职务，例如移民事务副部长、与公民社会关系副部长等。
- 2017 - 2018；革命制度党全国执行委员会与民间社会关系副秘书。[37]
- 2015 年；墨西哥生态绿党联邦众议员候选人。[38]
- 2014 - 2015 年；革命制度党全国青年革命表达秘书长。[39][40]
- 2013 - 2015 年；革命制度党全国执行委员会移民事务副秘书。[41]
- 2013 - 2014 年；革命青年阵线社会管理秘书长。[42]
- 2013 年；墨西哥莫雷洛斯州旅游大使。[43][44]

## 获奖情况
贾夫曾荣获 "加米扬-库尔德斯坦拉丁美洲荣誉代表 "等奖项。其他奖项包括：
- 福布斯》评选的 "2022 年墨西哥最有影响力的 100 位女性"。
- 圣地亚哥第 78 选区评选的 "2020 年杰出女性"。
- 福布斯》评选的 "2019 年墨西哥 100 位最具影响力女性"。
- 被《Infobaja 报》评为 "下加利福尼亚州 10 位最有影响力的女性"。
- 企业家》杂志评选的 "30 位 30 岁以下最成功的墨西哥人"。
- 瑞士圣加仑研讨会评选的 "200 位 30 岁以下的明日领袖"。

## 电视
2018 年 8 月，Netflix 宣布贾夫将成为电视剧《墨西哥制造》的演员之一，该剧于 2018 年 9 月 28 日开始播出。

## 个人生活
贾夫曾被求婚六次，订婚三次，结婚两次，离婚一次。
贾夫于2020年2月与哈里·罗珀-柯曾结婚，但由于他实施的经济和家庭暴力，两年后离婚。
2022 年 9 月，她嫁给了西班牙贵族弗朗西斯科-德-博尔哈-凯波-德-拉诺勋爵（The Most Excellent Lord Francisco de Borja Queipo de Llano），他是西班牙贵族、瓜迪亚罗侯爵夫人、格拉纳达皇家骑兵骑士、托雷诺伯爵和其他小头衔的继承人。 